# KamiErabi God.app
KamiErabi God.app (カミエラビ Kamierabi?) es una serie de televisión de anime japonesa. Fue creada por Yoko Taro, producida por Unend y dirigida por Hiroyuki Seshita.
La serie se emitió en el bloque de programación +Ultra de Fuji TV de octubre a diciembre de 2023. Una segunda temporada se estrenó en octubre a diciembre de 2024 en el mismo bloque de programación.

## Argumento
Goro es un estudiante normal de secundaria cuya vida da un vuelco un día después de notar una nueva aplicación en su teléfono.
La aplicación requiere que los "candidatos a Dios" elegidos se enfrenten entre sí en una violenta batalla real en la que el último superviviente se convertirá en Dios.

## Personajes
Goro (ゴロー Gorō?)
 Seiyū: Kazuki Ura
Honoka (ホノカ?)
 Seiyū: Sara Matsumoto
Akitsu (アキツ?)
 Seiyū: Shūichi Uchida
Chika (チカ?)
 Seiyū: Natsuko Abe
Kōki (コウキ?)
 Seiyū: Gakuto Kajiwara
Iyo (イヨ?)
 Seiyū: Tomori Kusunoki
Mitsuko (ミツコ?)
 Seiyū: Fairouz Ai
Tatsuya (タツヤ?)
 Seiyū: Yūki Shin
Lall (ラル Raru?)
 Seiyū: Ayane Sakura
Eko Sasaki
 Seiyū: Misaki Kuno

## Producción y lanzamiento
La serie se anunció durante la "Fuji TV Anime Lineup Presentation 2023" el 22 de marzo de 2023. Fue creada por Yoko Taro y producida por Unend, con Hiroyuki Seshita dirigiendo, Jin escribiendo los guiones, Atsushi Ohkubo diseñando los personajes y Monaca componiendo la música. Está programado para estrenarse en el bloque de programación +Ultra de Fuji TV el 4 de octubre de 2023. El tema de apertura, "Scrap & Build", es interpretado por Elaiza, mientras que el tema de cierre, "Bleed My Heart", es interpretado por Alisa. Crunchyroll obtuvo la licencia de la serie fuera de Asia.
Se anunció una segunda temporada el 21 de octubre de 2023. Se estrenó el 3 de octubre de 2024 en el mismo bloque de programación.
El tema de apertura, "Fūka" (Weathering), es interpretado por Nanashi no Tarō, mientras que el tema de cierre, "Kōfuku no Susume" (Advice for Happiness), es interpretado por Leevelles.